# Ring Christlich-Demokratischer Studenten
Der Ring Christlich-Demokratischer Studenten (genannt meist kurz RCDS) ist ein deutscher, bundesweit tätiger politischer Studentenverband mit Sitz in Berlin. Ihm gehören nach eigenen Angaben etwa 100 Hochschulgruppen an Universitäten, Fachhochschulen und Berufsakademien mit insgesamt rund 8.000 Mitgliedern an. Der RCDS ist der größte und älteste bestehende politische Studentenverband in Deutschland. Er sieht sich als liberale christlich-konservative Studentenvertretung und setzt sich für die Europäische Einigung ein. Auf europäischer Ebene ist der RCDS Mitglied in der Centre-Right European Association of Students (CREAS). Der Bundesvorsitzende des RCDS ist Herausgeber der Zeitschrift „Civis mit Sonde“.

## Geschichte

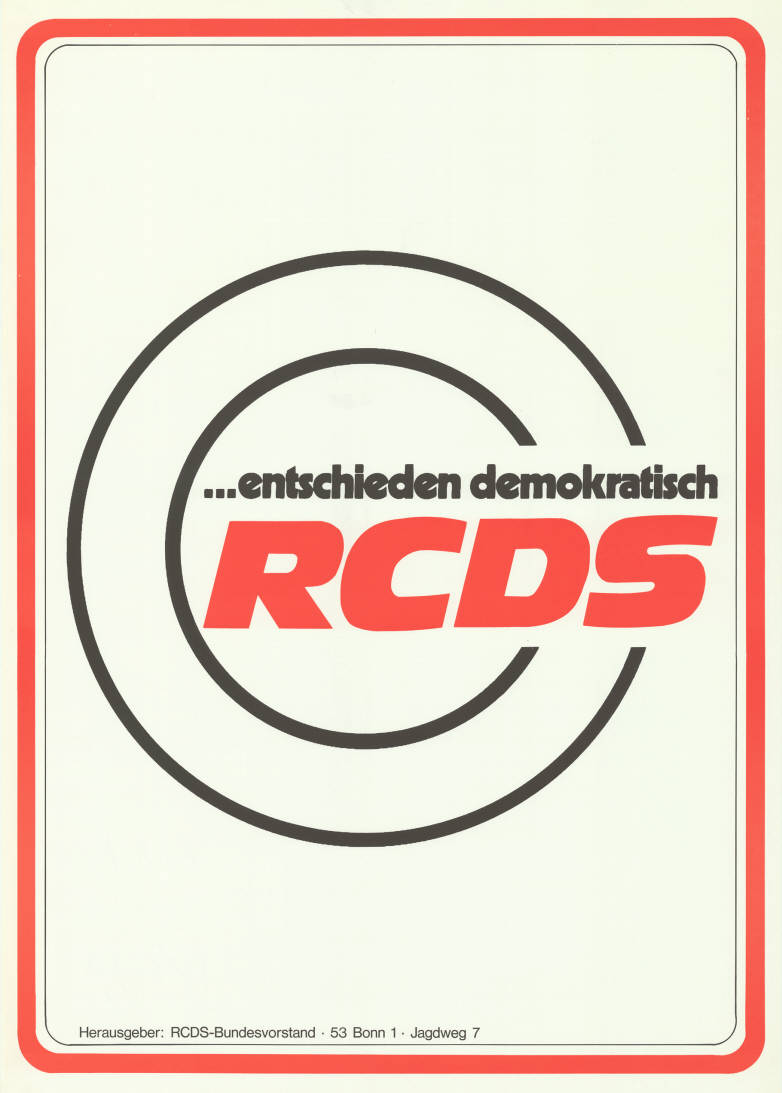
Logo des RCDS in den 1980er Jahren

Der RCDS-Bundesverband wurde auf der ersten Bundesdelegiertenversammlung am 25. bis 27. August 1951 in Bonn gegründet; die ersten christlich-demokratischen Hochschulgruppen (CDH) entstanden aber bereits kurz nach Ende des Zweiten Weltkrieges. Ihr Schwerpunkt lag anfangs vor allem in der damaligen Sowjetischen Besatzungszone (SBZ), wo sie neben den LDP-Hochschulgruppen bald zu Zentren des Widerstands gegen die Hochschulpolitik der SED wurden. Zahlreiche christdemokratische Studentenvertreter wie Werner Neumann (1946), Georg Wrazidlo (1947) oder Hanns Beitz (1948) wurden willkürlich verhaftet; andere wie der spätere Bundesinnenminister Ernst Benda gehörten 1948 zu den Mitbegründern der Freien Universität Berlin.
Nachdem die Studentenräte in der DDR abgeschafft und die Freie Deutsche Jugend (FDJ) zur alleinigen Interessenvertretung erklärt worden war, konzentrierten die CDH-Gruppen ihre Arbeit zunehmend auf die Bundesrepublik und Berlin. Zahlreiche aus der SBZ bzw. DDR geflohene Aktivisten gründeten neue Hochschulgruppen im Westen, die sich 1951 schließlich zum Ring Christlich-Demokratischer Studenten zusammenschlossen.
An den westdeutschen Hochschulen spielte der RCDS anfangs nur eine marginale Rolle, da „Parteipolitik“ in der Studentenschaft weithin verpönt war und das konservative Wählerpotential zudem mehrheitlich von (vorwiegend katholischen) Studentenverbindungen und Studierendengemeinden (KDSE) sowie von „unabhängigen“ Fachschaftsvertretern repräsentiert wurde. Erst seit Beginn der 1960er Jahre konnte der RCDS seine Position in den Studentenparlamenten zeitweilig stärken, bevor er infolge der Studentenbewegung wieder in die Defensive geriet. 1957 beschloss der RCDS sein erstes bundesweites Programm, die „Leitsätze zur Hochschulreform und Studienförderung“.
Nach 1968 verstand sich der RCDS als Gegensatz zur 68er-Bewegung, in ihm und der Jungen Union engagierten sich laut der Konrad-Adenauer-Stiftung „die alternativen 68er“. Der seinerzeit amtierende RCDS-Bundesvorsitzende Wulf Schönbohm sah den RCDS als „einzige Gruppe, die den Linken entgegengetreten ist“. Dennoch bestand Kontakt zwischen der linken 68er-Bewegung und dem RCDS, die Aufbruchsstimmung der Zeit sei laut Schönbohm „absolut gerechtfertigt“ gewesen.
Im Jahr 1979 spaltete sich vom RCDS der Ring Freiheitlicher Studenten (rfs) ab. Der rfs verstand sich als parteiunabhängig, konservativ und demokratisch. Er stand 1989 den Republikanern nahe. In Österreich gibt es seit 1952 einen Verband gleichen Namens, der FPÖ-nah ist.
Erst nachdem zu Beginn der 1990er Jahre mehrere einstmals dominierende linke Studentenverbände (z. B. Marxistischer Studentenbund Spartakus (MSB), Sozialdemokratischer Hochschulbund (SHB), Radikaldemokratische Studentengruppen (RSG)) zusammengebrochen waren, konnte der RCDS verstärkt wieder in den lokalen Studentenvertretungen Fuß fassen. Im Wendejahr 1990 gründen sich die ersten RCDS Hochschulgruppen auch in den neuen Bundesländern, zunächst in Greifswald, später auch in anderen Städten.
Im April 2008 gründete der RCDS zusammen mit acht weiteren Organisationen aus dem Hochschulbereich (Deutscher Hochschulverband, Deutsches Studentenwerk, Promovierenden-Netzwerk Thesis, Bundesverband Liberaler Hochschulgruppen (LHG), Bundesvereinigung Akademischer Mittelbau (BAM), Verband Hochschule und Wissenschaft (vhw), Hochschullehrerbund (hlb), Verein zur Förderung der Juniorprofessur) die sogenannte „Hochschulallianz“. Ziel dieses Bündnisses ist es, eine gemeinsame Interessenvertretung von Lehrenden und Lernenden gegenüber der Politik aufzubauen und für die Interessen der Wissenschaft einzutreten.
In den letzten Jahren treten statt des RCDS an einigen Hochschulen Hochschulgruppen der Jungen Union an, so etwa in Greifswald und Osnabrück. Eine Besonderheit ist die Junge-Union-Hochschulgruppe in Köln, die auch Mitglied im RCDS ist. Auch als unabhängige Gruppe des RCDS ist die „Campus Union Köln – Junge Union & RCDS“ eine JU-Hochschulgruppe, bei der Eingriffsrechte der Jungen Union bestehen: „so kann der zuständige Kreisvorstand und der Landesvorstand der Jungen Union das Erforderliche veranlassen, im äußersten Falle eine/n Beauftragte/n einsetzen, die/der vorübergehend die Aufgaben des Vorstandes wahrnimmt“.

## Inhaltliches Profil

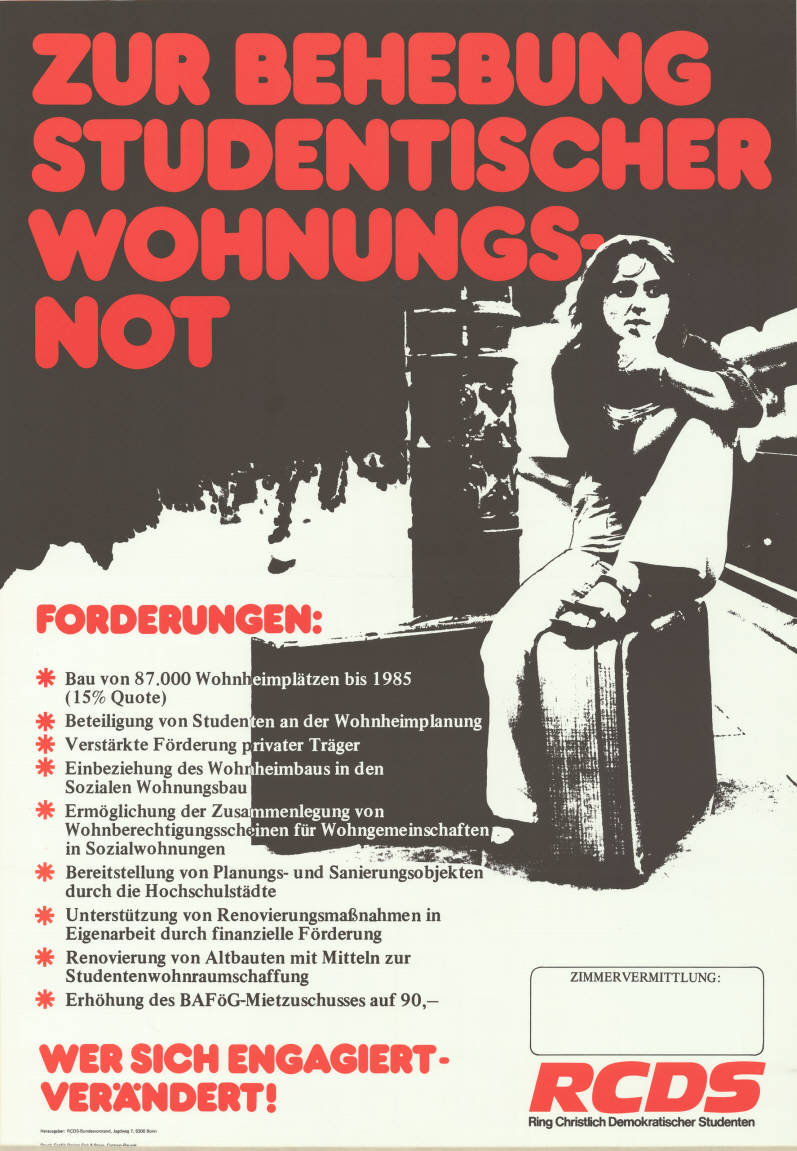
Plakat der RCDS zur Wohnungsnot unter Studenten 1980

Primäres Betätigungsfeld des RCDS ist die Hochschulpolitik und das Engagement in der studentischen Selbstverwaltung an den Hochschulen. Er tritt dafür ein, dass dem Faktor Bildung oberste Priorität eingeräumt wird. Daneben stellt der RCDS auf Bundesebene seit Jahren Serviceleistungen wie einen Studienplatztausch sowie Praktikanten-, Wohnungs- und Bücherbörsen bereit. Er publiziert Info-Broschüren zu Themen wie BAföG, Stipendien, Soziales und Hochschulwechsel. 2013 hat sich der RCDS auf der 68. Bundesdelegiertenversammlung ein neues Grundsatzprogramm gegeben. Unter dem Titel „Zukunft miteinander gestalten“ setzt sich der RCDS, als Vertreter der Studenten, für „pragmatische Politik abseits dogmatischer Ideologien“ ein.

### Werteverständnis des RCDS
Das Werteverständnis basiert „auf der unantastbaren, unveräußerlichen Würde des Menschen und den abgeleiteten Werten Freiheit, Verantwortung, Gerechtigkeit, Leistung und Toleranz“. Er steht für alle Studenten offen, die das christlich-abendländische Menschenbild, die freiheitlich-demokratische Grundordnung und die Grundwerte des RCDS als Richtschnur für ihr Handeln anerkennen.

### Gesellschaft, Europa und Engagement
Der RCDS befürwortet eine Gesellschaft, in der die Menschen ein Recht auf freie Selbstverwirklichung haben und sich aktiv für die Gemeinschaft engagieren. Der Verband bekennt sich zu dem europäischen Leitspruch „in Vielfalt geeint“, welches gleichzeitig das gemeinsame Fundament Europa und die vielfältigen Traditionen und Eigenheiten Europas betont. Der RCDS setzte sich für ein europaweites und grenzenübergreifendes Studieren sowie einen europäischen Hochschulraum ein.

### Soziale Marktwirtschaft
Der RCDS tritt für die Soziale Marktwirtschaft ein, wonach der Staat verpflichtet sei, den Bürgern durch gerechte Rahmenbedingungen und vergleichbare Ausgangsbedingungen einen funktionierenden Wettbewerb zu garantieren. Zur Weiterentwicklung der Hochschullandschaft soll der Staat angemessene finanzielle Mittel zur Verfügung stellen, da jeder bereitgestellte Studienplatz eine Investition in die Zukunft Deutschlands ist.

### Bildung, Wissenschaft und Forschung
Durch Bildung wird der Mensch befähigt, seine individuellen Fähigkeiten und Freiheiten für die Übernahmen persönlicher und sozialer Verantwortung in der Gesellschaft zu entwickeln. Jedem wird ein Recht auf Bildung zugesprochen und jeder muss freien Zugang zu den Bildungseinrichtungen haben. Das Bildungssystem soll dazu dienen, die Menschen zu fördern und zu fordern. Der RCDS lehnt einen Eingriff in die Freiheit von Wissenschaft, Forschung und Lehre entschieden ab. Diese bedürfen dabei einer Förderung durch die Allgemeinheit. Der Studentenverband spricht sich klar gegen die Zivilklausel aus und betont die Freiheit von Forschung und Lehre an den deutschen Hochschulen.

### Studium an einer Hochschule
Gemäß der eigenen Ansicht soll niemandem der Zugang zu einer Hochschule aus finanziellen Gründen verweigert werden. Daneben lehnt der RCDS eine Zentralisierung der Studienplatzvergabe ab und befürwortet einen ausreichenden Freiraum der Hochschulen bei der Auswahl ihrer Studenten. Hinsichtlich der Hochschulfinanzierung befürwortet der RCDS sowohl private als auch staatliche Finanzierung der Hochschulen. Der Verband tritt für Hochschulautonomie ein. Bezüglich der studentischen Mitbestimmung bekennt er sich zu dem System einer demokratisch legitimierten studentischen Interessenvertretung an den Hochschulen.

### Europapolitisches Programm 2014
Neben dem 2013 beschlossenen Grundsatzprogramm verabschiedete der RCDS am 29. März 2014 auf der Gruppenvorsitzendenkonferenz in Münster sein europapolitisches Programm. Inhaltlich forderte der RCDS die nachhaltige Förderung des europäischen Bildungsraums durch ein vielfältiges und grenzüberschreitendes Bildungsangebot. Daneben begrüßte der Studentenverband die Weiterentwicklung des Erasmus-Programms zu Erasmus+. Die dadurch neu gewonnenen Perspektiven bieten die besten Möglichkeiten, Mobilität für Studenten und Auszubildenden innerhalb Europas zu erhöhen. Da die geleistete finanzielle Unterstützung für die Studenten nicht gleichmäßig ausfällt, fordert der RCDS, dass sich die monetäre Beihilfe an den Lebensunterhaltungskosten des Ziellandes orientieren müsse. Daneben wird die Einführung eines Erasmus-Darlehens gefordert, um die Mobilität der Studenten im europäischen Bildungsraum weiter zu erhöhen. Um die Chancen für ausländische Studenten an den Hochschulen der Gastländer zu verbessern, fordert Deutschlands größter Studentenverband, dass Studenten ihre fehlende Kompetenzen in den ersten beiden Semestern nachholen können und dass man gemeinsame Qualifikationsziele für Studienabschlüsse in Europa festlegen solle. Um die Nachfrage von deutschen Universitäten als Ziel von Auslandsaufenthalten zu erhöhen, sollten sich diese einerseits attraktiver machen und andererseits gezielt Partnerschaften mit Bildungseinrichtungen aus solchen Staaten eingehen, für die eine besonders große Nachfrage von deutschen Studenten besteht. Um ausländische Studenten in Deutschland besser zu unterstützen, spricht sich der RCDS für Orientierungswochen, einer bedarfsgerechten Erweiterung des „Buddy-Programms“ und der Ausweitung des Fremdsprachenangebots in der Lehre der Universitäten aus.

### Bundeskampagnen
Als Vertretung studentischer Interessen organisiert und steuert der RCDS politische Kampagnen. Auf Bundesebene sind folgende Kampagnen der letzten Jahre hervorzuheben.

#### Fünf sind genug!
Mit dieser Kampagne warb der RCDS 2016 für die Senkung des Gebührenbeitrags für den öffentlich-rechtlichen Rundfunk auf fünf Euro. Auslöser war, die Beratung der Ministerpräsidentenkonferenz über die weitere Verwendung von Rücklagen, die in den vergangenen Jahren aufgelaufen waren. Die Kampagne erfuhr einen großen öffentlichen Zuspruch und wurde vom Bund der Steuerzahler Deutschland aufgegriffen.

#### Generation Erasmus! RCDS-Postkarten zur Europawahl
Inhaltlich konzentrierte sich die Kampagne zur Europawahl 2014 auf die Kernthemen der europäischen Politik. Damit sollte für die Relevanz der Europawahl, für Reformen innerhalb Europas sowie für die Fortsetzung der europäischen Einigungsprojekts geworben werden.

#### Hiergeblieben!
Mit dieser Kampagne warb der RCDS 2013 für den Verbleib ausländischer Hochschulabsolventen in Deutschland. Der RCDS wies darauf hin, dass hochqualifizierte, bleibende ausländische Absolventen den Arbeitsmarkt in Deutschland unterstützen und zur Verringerung beispielsweise des Fachkräftemangels beitragen.

#### Studenten für Merkel
Um für die Wiederwahl von Bundeskanzlerin Angela Merkel zu werben, setzte der RCDS auf eine Kampagne bei der Bundestagswahl 2013. Die Studenten stellten dabei selbst das Plakatmotiv dar und formten mit ihren Händen die Merkel-Raute.

#### Genug GEZahlt!
2012 forderte der RCDS mit einer Unterschriftenkampagne eine ermäßigte Rundfunkabgabe für Studenten von sechs Euro pro Monat, da diese den gleichen Beitrag bezahlen sollten wie Berufstätige. 2000 Online-User sowie 1767 Unterzeichner an den Hochschulen unterstützen diese Petition.

#### Freie Bildung für Belarus!
Auf Druck des Lukaschenka-Regimes musste die European Humanities University (EHU) von Belarus ins Exil nach Litauen gehen. Der RCDS unterstützt die EHU, um jungen Menschen aus Belarus ein freies Studium zu finanzieren. Aus diesem Grund rief der RCDS zu Spenden auf. Seit einigen Jahren vergibt der RCDS ein Stipendium an Studenten der EHU.

## Organisationsstruktur
Im Unterschied etwa zur Jungen Union ist der RCDS keine „Vereinigung“ der CDU/CSU, sondern von dieser institutionell unabhängig, hat aber den Status einer „befreundeten Organisation“. Die meisten RCDS-Gruppen- und Landesvorsitzenden sowie der RCDS-Bundesvorsitzende sind kooptierte Mitglieder in den Vorständen von CDU und CSU auf der jeweiligen Organisationsebene. Der RCDS hat somit faktisch ähnliche Mitspracherechte wie die JU.

### Gliederung
Der RCDS-Bundesverband gliedert sich in 14 Landesverbände und zahlreiche (Hochschul-)Gruppen. Die Gruppen an den einzelnen Hochschulorten sind organisatorisch und inhaltlich weitgehend autonom vom Bundes- und jeweiligem Landesverband. Sie sind jedoch an das RCDS-Grundsatzprogramm und die Beschlüsse des Landes- und Bundesverbandes gebunden.
Der Bundesverband koordiniert die Arbeit der Gruppen und ist zuständig für die Artikulierung studentischer Interessen auf bundespolitischer Ebene. Er organisiert Seminare, Kongresse und sonstige Veranstaltungen, stößt bundesweite Aktionen und Kampagnen an, gibt Informationsschriften heraus und bearbeitet alle Themen, die für den RCDS von Bedeutung sind. Der Bundesverband wird nach innen und außen vertreten durch den dreiköpfigen geschäftsführenden Bundesvorstand, der für ein Jahr von der Bundesdelegiertenversammlung gewählt wird. Unterstützt wird der Bundesvorstand in seiner Arbeit dabei durch bis zu vier gewählte Beisitzer sowie durch den Politischen Beirat und gegebenenfalls auch durch Bundesfachausschüsse und Referenten.
Die Ehemaligen des RCDS sind im Ring Christlich-Demokratischer Akademiker (RCDA) organisiert. Der RCDA-Bundesverband wurde 1991 anlässlich des 40-jährigen Bestehens des RCDS gegründet, einzelne lokale RCDA-Gruppen wie z. B. in Göttingen existieren aber schon deutlich länger. Geleitet wird der Verband von einem derzeit vierköpfigen Bundesvorstand.

### Bundesvorsitzende
- 1951–1952: Fritz Flick und Ernst Benda (Gründungsvorsitzende)
- 1952–1953: Wolfgang Brüggemann
- 1953–1956: Konrad Kraske
- 1956–1958: Willfried Gaddum
- 1958–1959: Walter Konrad
- 1959–1961: Dieter Ibielski
- 1961–1962: Martin Ratmann
- 1962–1963: Hans-Jürgen Vogt
- 1963–1965: Kurt Struppek
- 1965–1967: Gert Hammer
- 1967–1968: Wulf Schönbohm
- 1968–1970: Uwe-Rainer Simon
- 1970–1974: Gerd Langguth
- 1974–1975: Ulrich Schröder
- 1975–1977: Hans Reckers
- 1977–1978: Friedbert Pflüger
- 1978–1979: Günther Heckelmann
- 1979–1980: Stephan Eisel
- 1980–1981: Stefan Dingerkus
- 1981–1983: Johannes Weberling
- 1983–1985: Franz Dormann
- 1985–1987: Christoph Brand
- 1987–1989: Jürgen Hardt
- 1989–1990: Christian Schede
- 1990–1991: Marcel Kaufmann
- 1991–1992: Christian Schneller
- 1992–1993: Eckhard Wälzholz
- 1993–1994: Tamara Zieschang
- 1994–1995: Oliver Röseler
- 1995–1996: Wichard von der Heyden
- 1996–1997: Rasmus Tenbergen
- 1997–1998: Oliver Nölken
- 1998–1999: Fabian Magerl
- 1999–2000: Mario Voigt
- 2000–2001: Carsten Schwarz
- 2001–2002: Lars Kasischke
- 2002–2004: Barbara von Wnuk-Lipinski
- 2004–2006: Dorlies Last
- 2006–2007: Tim Küsters
- 2007–2008: Matthias Kutsch
- 2008–2010: Gottfried Ludewig
- 2010: Stefan Holz
- 2010–2011: Dennis Kahle
- 2011–2012: Frederik Ferreau
- 2012–2013: Erik Bertram
- 2013–2015: Martin Röckert
- 2015–2017: Jenovan Krishnan
- 2017–2019: Henrik Wärner
- 2019–2021: Sebastian Mathes
- 2021–2022: Franca Bauernfeind
- 2022–2023: Aileen Weibeler
- seit 2023: Lukas Honemann

### Weitere prominente ehemalige Mitglieder des RCDS
- Ursula Flick (1924–2006), Gründungsmitglied Gruppe Bonn 1951
- Wilhelm Vorndran (1924–2012), Gründungsmitglied Gruppe Erlangen 1952
- Dietrich Rollmann (1932–2008), Gruppenvorsitzender Gruppe Universität Hamburg 1953
- Heiner Geißler (1930–2017), Gruppenvorsitzender Tübingen 1954
- Anton Pfeifer (* 1937), Gruppenvorsitzender Tübingen 1957
- Fritz Wittmann (1933–2018), Landesvorsitzender Bayern 1957 bis 1958
- Heiko Hoffmann (* 1935), Gruppenvorsitzender Frankfurt am Main 1958 bis 1960
- Hans-Ulrich Klose (1935–2022), Landesvorsitzender in Nordrhein-Westfalen von 1958 bis 1959
- Wolfgang Schäuble (1942–2023), Gruppenvorsitzender Hamburg 1962 bis 1963
- Reinhold Stanitzek (1939–2011), Landesvorsitzender Hessen 1962, stellvertretender Bundesvorsitzender 1963
- Peter Radunski (* 1939), Grundsatz- und Pressereferent des Bundesvorstandes 1964 bis 1968
- Horst Teltschik (* 1940), stellvertretender Bundesvorsitzender 1965 bis 1967
- Georg Milbradt (* 1945), Gruppenvorstandsmitglied Münster 1966
- Thomas de Maizière (* 1954), Gruppenvorsitzender Münster sowie Mitglied im Politischen Beirat[33]
- Ursula Männle (* 1944), Landesvorsitzende Bayern 1966 bis 1967
- Wolfgang von Geldern (* 1944), Landesvorsitzender Niedersachsen und Bremen 1967
- Hartmut Schauerte (* 1944), stellvertretender Bundesvorsitzender 1967 bis 1968
- Paul Breuer (* 1950), Gruppenvorsitzender Siegen 1971 bis 1973
- Rainer Deppe (* 1956), Gruppenvorsitzender Köln 1974 bis 1975
- Joachim Herrmann (* 1956), Gruppenvorsitzender Erlangen 1977 bis 1978, Landesvorsitzender Bayern 1979 bis 1980
- Wolfgang Wiehle (* 1964), Landesvorsitzender Bayern 1986 bis 1988
- Heiko Hendriks (* 1966), Landesvorsitzender Nordrhein-Westfalen 1992 bis 1994
- Oliver Jörg (* 1972), Gruppenvorsitzender Passau 1996 bis 1997, Landesvorsitzender Bayern 1997 bis 1998
- Markus Blume (* 1975), Landesvorsitzender Bayern 1999 bis 2001
- Christian Carius (* 1976), stellvertretender Landesvorsitzender Thüringen 1999 bis 2001
- Maximilian Krah (* 1977), Gruppenvorsitzender Dresden
- Dorothee Bär (* 1978), Landesvorsitzende Bayern 2001 bis 2003
- Hans Reichhart (* 1982), Gruppenmitglied Passau 2002 bis 2006
- Laura Hopmann (* 1989), Gruppenmitglied Hannover 2010 bis 2014
- Ronja Kemmer (* 1989), Landesvorsitzende Baden-Württemberg 2012 bis 2014
- Younes Ouaqasse (* 1988), Landesvorsitzender Thüringen 2012 bis 2015

## Kontroversen

### Abgrenzung des RCDS zum Rechtsextremismus
Sofern Mitglieder sich verbandschädigend verhalten, besitzen die einzelnen Hochschulgruppen und der Bundesvorstand das Recht, diese auszuschließen. Dies ist der Fall, wenn „Mitglieder nicht auf dem Boden der freiheitlich-demokratischen Grundordnung“ stehen, in einer „vom Verfassungsschutz beobachteten Gruppe Mitglied [sind], offen mit diesen sympathisier[en] oder aktiv an von ihnen geförderten Veranstaltungen teilnehmen“ oder an Versammlungen von politischen Gegnern partizipieren.
2005 gelangte ein Student, dessen Kontakte zum rechtsextremen Spektrum erst im Lauf des Hochschulwahlkampfs bekannt wurden, über die RCDS-Liste in das Studentenparlament der Universität Gießen. Im November 2006 stellte sich heraus, dass der stellvertretende Vorsitzende der dortigen RCDS-Gruppe gleichzeitig Mitglied der Burschenschaft Dresdensia-Rugia zu Gießen war, „die als inoffizielle Kaderschmiede der NPD verrufen“ sei. In der neurechten Wochenzeitung Junge Freiheit schrieb er als Autor mit so viel Wohlgefallen über NPD und DVU, dass sich selbst die Klientel der neurechten Wochenzeitung in Leserbriefen beschwerte. Die „Junge Landsmannschaft Ostpreußen“, deren Landesverband Südwest Müller seit Jahresbeginn anführt, wird vom Verfassungsschutz Brandenburg als „in Teilen rechtsextremistisch“ eingestuft. So trat der Gießener Vorstand im November 2006 auf nachhaltigen Druck des Bundesvorstands zurück und der betroffene Student beendete seine Mitgliedschaft.
An der Universität zu Köln gelangte 2005 Thomas Hartenfels über die Liste des RCDS in das Studentenparlament. Nachdem bekannt wurde, dass Hartenfels an Neonazi-Demonstrationen teilnahm, als Autor der Jungen Freiheit tätig war, Solidaritätsbekundungen für Martin Hohmann nach dessen als antisemitisch kritisierter Rede unterstützte und persönliche Kontakte in die rechtsextreme Szene hatte, verzichtete er auf sein Mandat und gab dann auch seine Funktionen in der CDU und der Jungen Union auf.
An der Universität Potsdam kandidierte im Jahr 2006 ein Mitglied der DVU auf dem ersten Platz der RCDS-Liste für das Studentenparlament. Nachdem dies bekannt geworden war, legte der Student sein Mandat nieder und trat nicht mehr für den RCDS in Erscheinung. Ebenfalls an der Universität Potsdam wurde 1999 eine Ausgabe der dortigen RCDS-Zeitung „Gaudeamus“ durch den Rektor verboten. Grund war eine ganzseitige Anzeige für die „Junge Freiheit“. Hinzu kamen Anzeigen für das „Ostpreußenblatt“ und eine schlagende Verbindung.
2022 wurden Simon Rabold Verbindungen in die Querdenker-Szene sowie die Mitgliedschaft bei der Studentenverbindung Frankfurter Wingolf nachgewiesen. Dieser war zu dem Zeitpunkt Geschäftsführer des RCDS Frankfurt und kandidierte für das Studierendenparlament der Goethe-Universität Frankfurt. Rabold publizierte in neurechten Medien wie Tichys Einblick.
Im Dezember 2023 wurde bekannt, dass ein Mitglied der Jungen Alternative Sachsen auf der RCDS-Liste für den Senat der TU Dresden kandidierte. Der Student war im Laufe des Senatswahlkampfes an einer Demonstration der rechtsextremen Bewegung Pegida beteiligt. Nach Kenntniserlangung erwirkte die RCDS Gruppe einen Rauswurf und distanzierte sich von der Person und den Positionen.

### Kritik an Aussagen ehemaliger Mitglieder
Gottfried Ludewig gelangte als RCDS-Vorsitzender im Mai 2008 in die Kritik, als er ein dem grundgesetzlich in Art. 38 gewährten Recht auf Gleichheit der Wahl widerstrebendes „doppeltes Wahlrecht für Leistungsträger“ forderte.